# Philip Cunliffe-Lister
Philip Cunliffe-Lister (do roku 1924 příjmení Lloyd-Greame), 1. hrabě ze Swintonu (Philip Cunliffe-Lister, 1st Earl of Swinton, 1st Viscount Swinton, 1st Baron Masham) (1. květen 1884, Sewerby Hall, Yorkshire, Anglie – 27. července 1972, Swinton Park, Yorkshire, Anglie) byl britský státník. Přes půl století patřil k významným osobnostem Konzervativní strany a v období mezi dvěma světovými válkami byl členem několika vlád. Celkem třikrát byl ministrem obchodu (1922–1924, 1924–1929, 1931), ministrem kolonií (1931–1935) a ministrem letectva (1935–1938). V roce 1935 s titulem vikomta vstoupil do Sněmovny lordů, méně významné funkce zastával ještě po druhé světové válce a nakonec byl povýšen na hraběte (1955).

## Kariéra

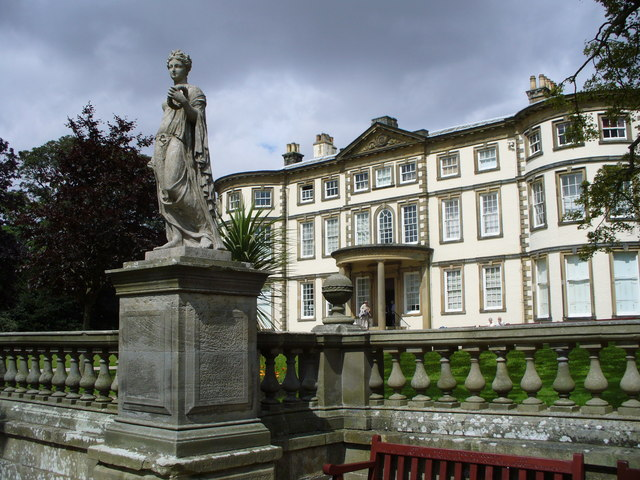
Zámek Sewerby Hall (Yorkshire), rodiště Philipa Cunliffe-Listera

Pocházel z bohaté rodiny Lloydů, která se připomíná od 17. století v obchodních vrstvách v Manchesteru, alianční příjmení Lloyd-Greame užívali předkové od počátku 19. století. Narodil se jako třetí syn podplukovníka Yarburgha Lloyd-Greame (1840–1928) sídlícího na zámku Sewerby Hall. Středoškolské vzdělání absolvoval ve Winchesteru, poté vystudoval práva v Oxfordu a působil jako advokát. Za první světové války vstoupil do armády, dosáhl hodnosti majora a na západní frontě byl vyznamenám Vojenským křížem. Během služby v armádě se seznámil s Winstonem Churchillem, s nímž později úzce spolupracoval. V letech 1918–1935 byl poslancem Dolní sněmovny, poprvé byl zvolen za nově zřízený volební obvod Hendon v severozápadním Londýně, kde pak s výraznou převahou vítězil i v následujících volbách. Původně patřil k unionistům, až v roce 1931 kandidoval za Konzervativní stranu. Brzy po vstupu do parlamentu se uplatnil ve státních úřadech a v letech 1920–1921 byl parlamentním tajemníkem úřadu pro obchod a v roce 1920 byl jako nositel Řádu britského impéria povýšen do šlechtického stavu. V závěru Lloyd Georgovy vlády byl ministrem zahraničního obchodu (1921–1922). V roce 1922 se stal členem Tajné rady a v letech 1922–1924 byl prezidentem úřadu pro obchod (ministr obchodu - President of the Board of Trade). Po krátké vládě labouristů byl znovu ministrem obchodu v Baldwinově vládě (1924–1929). Mezitím v roce 1924 přijal příjmení Cunliffe-Lister, aby mohl převzít dědictví své manželky, v roce 1929 obdržel velkokříž Řádu britského impéria. Potřetí se stal ministrem obchodu v MacDonaldově koaliční vládě v roce 1931 a poté byl ministrem kolonií (1931–1935).

Erb hraběte ze Swintonu

Ve třetí Baldwinově vládě se stal ministrem pro letectvo (1935–1938), zároveň byl v roce 1935 s titulem vikomta povolán do Sněmovny lordů, což vyvolalo několikaletý spor s Dolní sněmovnou. Z ministerstva pro letectvo byl odvolán v květnu 1938 a do vysokých úřadů se znovu vrátil až za druhé světové války v rámci Churchillova koaličního kabinetu. V letech 1942–1944 byl ministrem-rezidentem pro západní Afriku a v letech 1944–1945 správcem nově zřízeného ministerstva pro civilní letectvo (v roce 1953 byl tento úřad sloučen s ministerstvem dopravy). V letech 1945–1951 byl spolu s Konzervativní stranou v opozici, v druhé Churchillově vládě byl lordem kancléřem vévodství lancasterského a zároveň ministrem zásobování (1951–1952), poté ministrem pro záležitosti Commonwealthu (1952–1955). Souběžně byl z titulu svých funkcí místopředsedou Sněmovny lordů (1952–1955). Po pádu Churchillovy vlády získal titul hraběte ze Swintonu (1955; součástí titulu byl také baronát Masham, který předtím užívala rodina Cunliffe-Lister). Po Churchillově smrti užíval v letech 1965–1972 čestný titul nejstaršího člena britské Tajné rady (Senior Privy Counsellor). Mimo jiné byl též zástupcem místodržitele v hrabství Yorkshire, kde vlastnil statky.

## Rodina

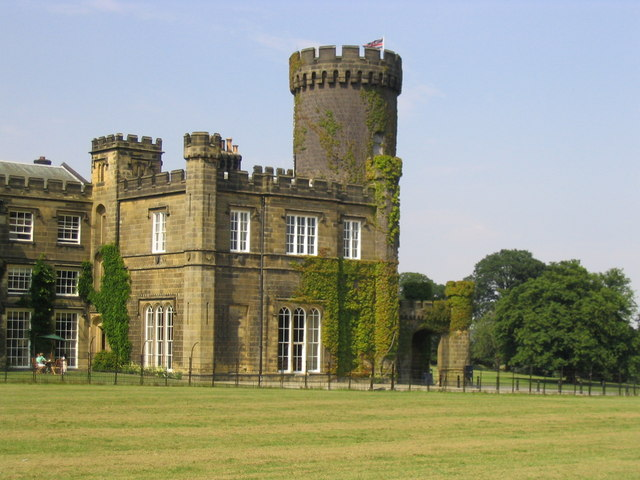
Zámek Swinton Park (Yorkshire), sídlo Philipa Cunliffe-Listera od roku 1924

V roce 1912 se oženil s Mary Constance Boynton (1891–1974), dcerou reverenda Charlese Boyntona. Mary Constance byla po matce vnučkou bohatého průmyslníka Samuela Cunliffe-Listera a po smrti strýce Johna v roce 1924 převzala značné dědictví podmíněné přijetím příjmení Cunliffe-Lister. Součástí dědictví byl zámek Swinton Park (Yorkshire), od jehož názvu byly odvozeny šlechtické tituly pro Philipa Cunliffe-Listera. Zámek byl v majetku rodiny do roku 1980 a dnes funguje jako luxusní hostel. Z jejich manželství se narodili dva synové, oba se zúčastnili druhé světové války a starší z nich, kapitán John Yarburgh Cunliffe-Lister (1913–1943), padl v Tunisko. Současným představitelem rodu je Nicholas John Cunliffe-Lister, 3. hrabě ze Swintonu (*1939).